# 영강 (후연)
영강(永康)은 중국 후연(後燕) 혜민제(惠愍帝)의 연호이다. 396년 4월에서 398년 4월까지 3년 동안 사용하였다.
397년, 북위(北魏)의 공격을 받아 수도 중산(中山)이 함락되자 혜민제는 용성(龍城)으로 도망쳤다. 이후 북위군이 퇴각하자 5월, 중산에서는 후연의 귀족 모용상(慕容詳)이 황제를 자칭하였으며 건시(建始)를 사용하였다. 7월에는 모용린(慕容麟)이 모용상을 살해하고 다시 황제를 칭해 연호를 연평(延平)으로 하였으며, 10월에 북위가 다시 중산을 공격하자 모용린은 연호를 폐하고 모용덕(慕容德)에게 투항하였다.
한편 용성의 혜민제는 계속해서 영강 연호를 사용하였으며 398년 4월, 부하인 난한(蘭汗)이 혜민제를 살해하고 황제에 올라 청룡(靑龍)으로 개원하였다.
같은 시기에 사용된 다른 연호로는 동진(東晉)에서 사용한 태원(太元 : 376년 ~ 396년), 융안(隆安 : 397년 ~ 401년), 후진(後秦)에서 사용한 황초(皇初 : 394년 ~ 399년), 서진(西秦)에서 사용한 태초(太初 : 388년 ~ 400년), 후량(後凉)에서 사용한 인가(麟嘉 : 389년 ~ 396년), 용비(龍飛 : 396년 ~ 399년), 북량(北凉)에서 사용한 신새(神璽 : 397년 ~ 399년), 남량(南凉)에서 사용한 태초(太初 : 397년 ~ 399년), 북위(北魏)에서 사용한 등국(登國 : 386년 ~ 396년), 황시(皇始 : 396년 ~ 398년), 찬탈황제 모용상이 사용한 건시(建始), 모용린이 사용한 연평(延平)이 있다. 중국 이외의 다른 국가에서 사용한 연호로는 고구려(高句麗)에서 사용한 영락(永樂 : 391년 ~ 412년)이 있다.

## 개원
건흥(建興) 11년 4월 29일(396년 6월 21일)에 연호를 영강(永康)으로 개원함.

## 연대대조표
| 영강                | 원년                            | 2년             | 3년        |
| 서력                | 396년                           | 397년           | 398년      |
| 육십간지 (六十干支) | 병신(丙申)                      | 정유(丁酉)      | 무술(戊戌) |
| 동진 (東晉)         | 태원(太元) 21년                 | 융안(隆安) 원년 | 2년        |
| 후진 (後秦)         | 황초(皇初) 3년                  | 4년             | 5년        |
| 서진 (西秦)         | 태초(太初) 9년                  | 10년            | 11년       |
| 후량 (後凉)         | 인가(麟嘉) 8년 용비(龍飛) 원년  | 2년             | 3년        |
| 북량 (北凉)         | -                               | 신새(神璽) 원년 | 2년        |
| 남량 (南凉)         | -                               | 태초(太初) 원년 | 2년        |
| 북위 (北魏)         | 등국(登國) 11년 황시(皇始) 원년 | 2년             | 3년        |
| 고구려 (高句麗)     | 영락(永樂) 6년                  | 7년             | 8년        |

## 같이 보기
- 다른 왕조의 같은 연호
  - 후한(後漢) 영강(167년)
  - 서진(西晉) 영강(300년 ~ 301년)
  - 서진(西秦) 영강(412년 ~ 419년)

- 중국의 연호